# Мангенде

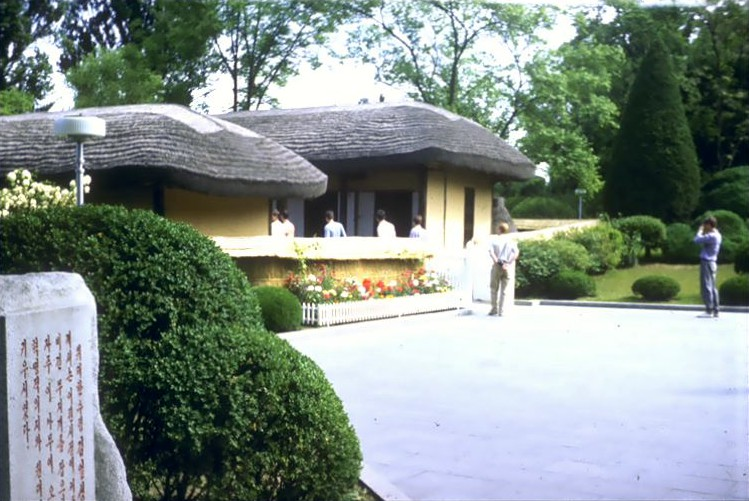
Будинок-музей Кім Ір Сена

Манге́нде (кор. 만경대, 萬景臺) — село, розташоване за 12 км на південний захід від центру Пхеньяна біля нижньої течії річки Тедонган. Назва складається з елементів «десять тисяч» (ман), «пейзаж» (ген), «зелений пагорб» (де), і пов'язана з видом на річку.
Мангенде відоме світові як місце народження Кім Ір Сена. Тут він прожив перші 8 років свого життя. У сучасній КНДР Мангенде є місцем паломництва, а будинок, де народився Кім Ір Сен, є музеєм державного значення.
На найвищому місці біля Мангенде розташований оглядовий майданчик, звідки видно Пхеньян. В 1982 році тут відкрили парк культури та відпочинку трудящих. Поряд розташоване революційне училище Мангенде.